# 那智勝浦駅
もしかして
- 紀伊勝浦駅

ではありませんか？